# 1684 w literaturze
Wydarzenia literackie w 1684 roku.

## Nowe poezje
- polskie
  - Wespazjan Kochowski, Dzieło Boskie albo Pieśni Wiednia wybawionego i inszych transakcyjej wojny tureckiej w roku 1683 szczęśliwie rozpoczętej
- zagraniczne
  - Aphra Behn, Poems Upon Several Occasions